# 新县镇 (孟村县)
新县镇，是中华人民共和国河北省沧州市孟村回族自治县下辖的一个乡镇级行政单位。

## 行政区划
新县镇下辖以下地区：
新县村、肖庄子村、王庄子村、北刘庄村、于道村、宣庄村、台庄村、徐庄村、杨庄村、孙楼村、王帽圈村、大堤东村、小堤东村、刘石桥村、赵石桥村、王石桥村、杨石桥村、韩石桥村、伊兴村、杨村、罗町村、町庄村和正道村。